# Cases del Pi
Les Cases del Pi són una pedania de la vila d'El Pinós, al Vinalopó Mitjà, País Valencià. Té 42 habitants (2010). Està ubicat a uns 7 km al sud del centre municipal. La seua denominació prové d'un pi que domina al llogaret principal del barri.
Aquesta pedania, formada per un xicotet nucli de població i caserius disseminats, forma part del paratge conegut com a Cañada del Trigo o Canyada del Trigo, que també abasta un barri homònim de Jumella, així com la pedania de Les Cases de Dalt, a la Favanella, ambdues ja a territori de la Regió de Múrcia. Històricament, aquestos tres nuclis han estat molt units: comparteixen església, festivitats (Cases del Pi mai no han tingut festes de manera regular) i activitat econòmica, sobretot agrària (vi, oli, cereals) i, darrerament, àrids.